# Вместе (скульптура, Дубай)
«Вместе» — скульптура в Дубае — арабская пара, одетая в традиционные белые и черные одежды в характерном эмиратском стиле: белый мужской диш-даш и черная женская абайя.
Исполнена из белого итальянского каррарского мрамора и шведского черного гранита.

## История
Скульптура высотой 4,25 метра установлена в центре города (в районе Downtown Dubai) в 2011 году, рядом со входом в высочайшее здание в мире — Бурдж Халифа.
Создана сирийским скульптором Лутфи Ромхейном (англ. Lutfi Romhein) по заказу Самии Салех, владелицы художественной галереи Courtyard Gallery.